# الفلانية
الفلانية بلدة موريتانية وإحدى بلديات ولاية الحوض الغربي.